# Hullabaloo
Hullabaloo (no Brasil: Um Homem do Barulho) é um filme estadunidense de 1940, do gênero comédia dirigido por Edwin L. Marin.

## Elenco
- Frank Morgan… Frankie' Merriweather
- Virginia Grey… Laura Merriweather
- Dan Dailey… Bob Strong
- Billie Burke… Penny Merriweather
- Nydia Westman… Lulu Perkins